# Yongning, Nanning
Yongning, även stavat Yungning, är ett stadsdistrikt i Nanning i den autonoma regionen Guangxi i sydligaste Kina.